# World ORT
L'organització World ORT (en rus: Общество Ремесленного земледельческого Труда) (en català: Societat del treball agrícola i artesanal) és una organització no governamental internacional de caràcter educatiu. Actualment realitza activitats a més de 58 països, però al llarg de la seva història ha estat present en més de 100. L' ORT va ser fundada en 1880 a l'Imperi Rus, a l'actual Federació Russa, i la seva activitat s'emmarca principalment, però no exclusivament, en la comunitat jueva.

## Història

Àrea delimitada per al desenvolupament jueu a la Rússia Imperial.

A finals del segle xviii, un gran nombre de jueus asquenazites provinents de Polònia van ser derivats a la zona oest de la Rússia Imperial, la qual cosa va causar un important creixement de la població jueva a Rússia. En 1794 una reglamentació va delimitar l'àrea on podien viure els jueus a Rússia. Aquests canvis van portar importants limitacions a aquest poble, com d'opcions laborals, gràcies als quals l'empobriment de la zona va ser molt gran. Sota el regnat d'Alexandre II de Rússia (1855-1881) es van implementar grans canvis, els quals tenien incidència directa sobre el poble jueu rus. Aquests canvis beneficiaven a un grup molt limitat de jueus, mentre que tenien l'efecte contrari sobre la resta. El canvi del sistema feudal al capitalista no va permetre la incorporació jueva al treball manual, ja que aquests no havien tingut la preparació adequada per realitzar aquests treballs.
Finalment el tsar va accedir a la creació d'una organització jueva per a l'educació i entrenament dels mateixos i la seva posterior inserció laboral. El 22 d'agost de 1880 va ser fundada a Sant Petersburg la Societat del treball agrícola i artesanal, que després seria coneguda per les seves sigles derivades de la romanització russa Obshchestvo Remeslennogo zemledelcheskogo Truda, ORT. Aquest permís només constava de l'autorització per part d'aquesta comunitat a recol·lectar diners per a aquesta nova organització. Amb prou feines 18 dies després, es van enviar cartes a 10.000 jueus repartits per la Rússia Imperial. Aquestes cartes convidaven a col·laborar amb la nova organització, per millorar el nivell de vida del poble jueu per mitjà de l'educació i l'entrenament laboral. La invitació va ser reeixida, i es van aconseguir recol·lectar 204.000 rubles que serien utilitzats per a la creació de les primeres escoles de la ORT.
Durant els següents 25 anys, la ORT aconseguiria el milió de rubles, amb els quals es donaria entrenament a 25.000 jueus situats a 350 pobles de l'Imperi Rus. El 1921 s'establiria la World ORT Union en una conferència de líders a Berlín. El 1938, la ORT seria suspesa per Iósif Stalin a tota la Unió Soviètica. El 1945, amb la finalització de la Segona Guerra Mundial, ORT reprendria les seves activitats a ple rendiment, que novament es veurien interrompudes degut al Teló d'acer, que no permetria el desenvolupament de l'ORT al Bloc de l'Est a partir de 1949. Abans del col·lapse de l'URSS en 1990, l'ORT va començar a expandir-se per altres àrees del món: el 1922 ja havia arribat als Estats Units, en 1950 va arribar a Itàlia, Algèria, Marroc, Tunísia, i l'Iran, als anys seixanta França i als anys setanta a l'Argentina, Brasil, i Uruguai. Després de 52 anys d'absència a l'est, l'ORT va tornar a Rússia, i el 1995 va reobrir les seves portes a Moscou i a Sant Petersburg.

## Actualitat
Actualment ORT treballa al voltant de 60 països a tot el món, donant educació a aproximadament 300.000 estudiants. Israel és el major centre d'ORT al món. Amb 108.000 estudiants en 162 escoles, ORT Israel aporta el 20 % de la mà d'obra tecnològica del país. ORT també està present als estats de la CEI i als Països Bàltics. Més de 27.000 estudiants de 53 escoles situades a Belarús, Kirguizstan, Letònia, Lituània, Moldàvia, Rússia i Ucraïna formen l'ORT en aquesta zona. A Europa Oriental existeixen oficines a Bulgària, Hongria, i República Txeca, mentre que a la part Occidental; França, Itàlia, Regne Unit, i Suïssa. En l'Amèrica del Nord, Canadà i Estats Units, mentre que a Amèrica Llatina, Argentina, Bolívia, Brasil, Xile, Cuba, Mèxic, Uruguai i Veneçuela.
Pel que fa la resta del Món; Índia i Sud-àfrica, completen els països amb oficines de l'ORT presents. A més, ORT ofereix ajuda humanitària als següents països en l'actualitat: Bòsnia i Hercegovina, el Txad, Gàmbia, Mali, Montenegro, Namíbia, Senegal i Sri Lanka.